# El Pla de la Grevolosa
El Pla de la Grevolosa és una muntanya de 1.274 metres que es troba entre els municipis de La Vall d'en Bas, a la comarca de la Garrotxa i de Sant Pere de Torelló, a la comarca d'Osona.